# 鹿児島市立松元中学校

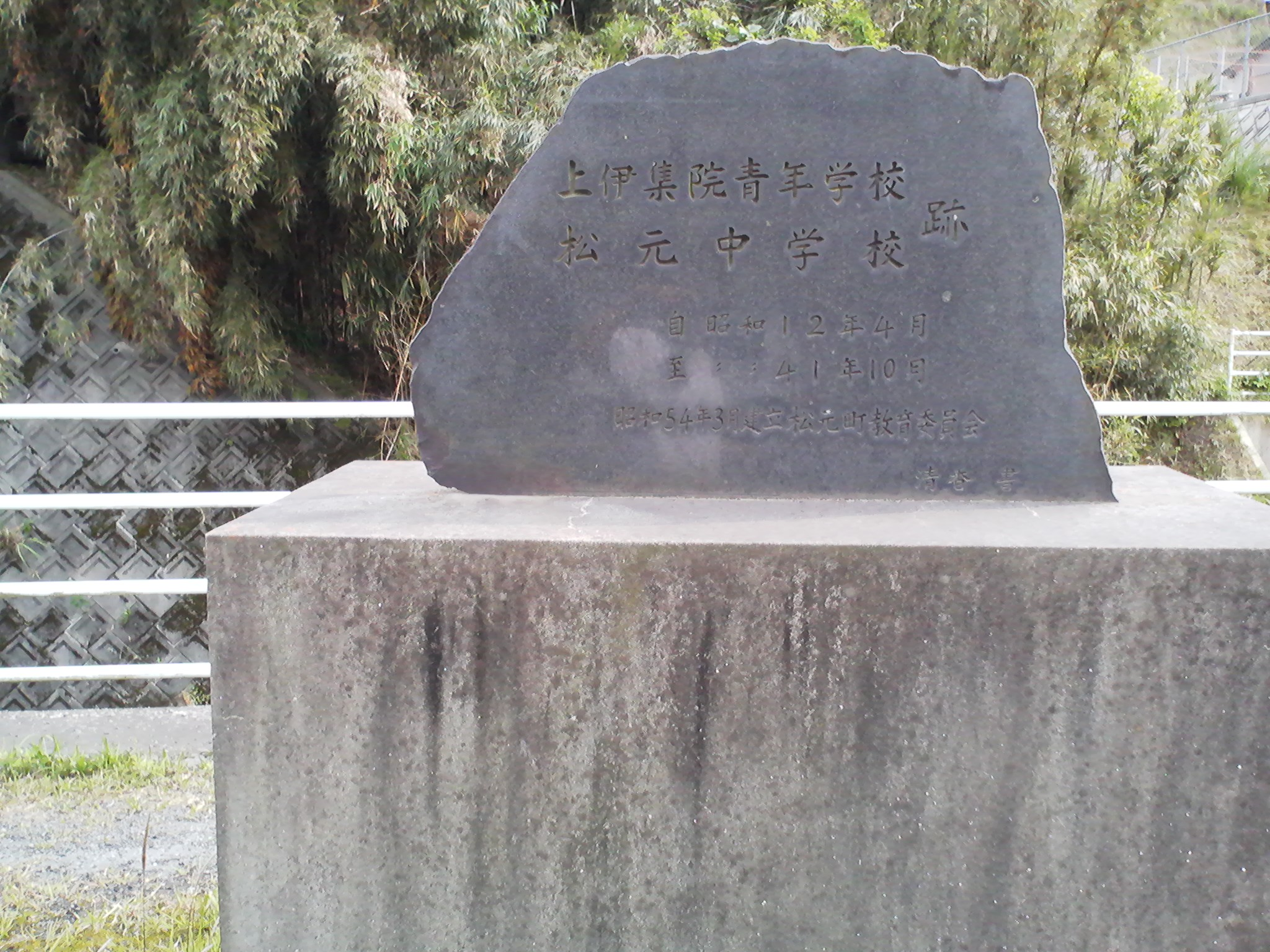
以前の上伊集院青年学校・松元中学校跡地。（現在の県道24号沿い）

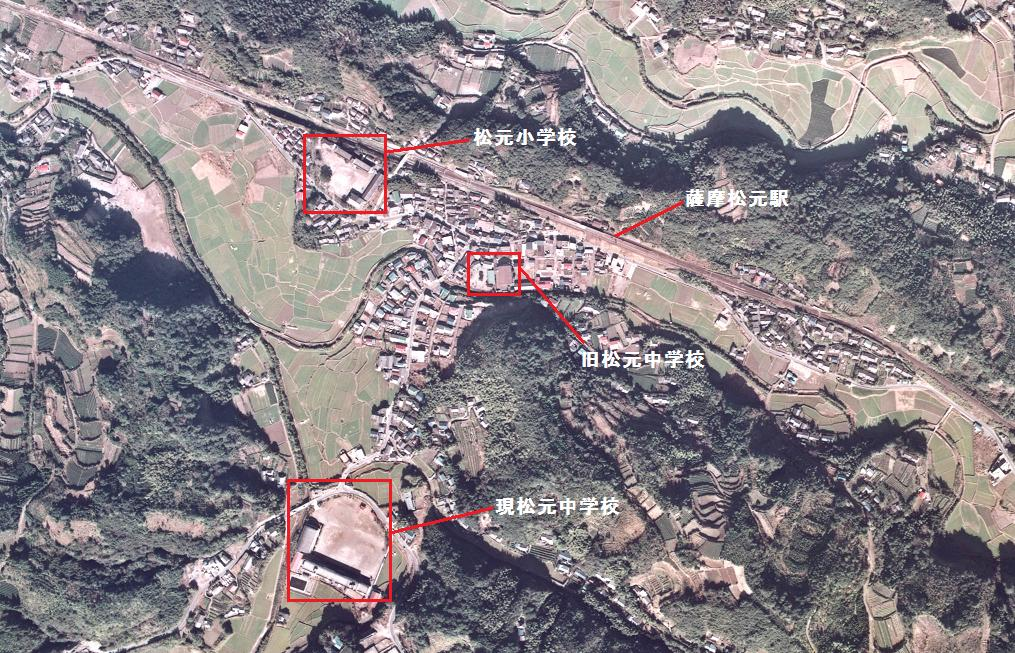
昭和49年頃の国土航空写真。薩摩松元駅付近の旧校舎、現在の校舎は建設中であった。

鹿児島市立松元中学校（かごしましりつ まつもとちゅうがっこう）は、鹿児島県鹿児島市上谷口町にある市立の中学校。略称は『松中』（マッチュウ）。

## 概要
鹿児島市の西部、旧松元町の中央部に位置する中学校である。現在の生徒数は744人、1学年あたり6~7学級、特別支援学級（せせらぎ学級）が6学級設置されている。（令和6年4月現在）。また、校訓は「向学・進取・希望」である。
1947年4月に入学式が行われたがその後休業が続き、開校式が5月に行われたため、現在の創立記念駅伝大会は、5月に行われている。上伊集院村立の頃は薩摩松元駅前に設置されていた。その後現在の場所に移転した（右写真参照）。

## 沿革
- 1947年（昭和22年） - 上伊集院村立上伊集院中学校として開校[2]。
- 1957年（昭和32年） - ミルク給食開始
- 1960年（昭和35年） - 上伊集院村が町制施行し松元町になったのに伴い松元町立松元中学校に改称[3]。
- 1966年（昭和41年） - 校舎を現在地に移転（跡地は松元幼稚園となる[4]）。
- 1992年（平成4年） - 男子頭髪制限付自由化
- 2004年（平成16年） - 松元町が鹿児島市に編入されたのに伴い、鹿児島市立松元中学校に改称。

## 生徒数
以下の生徒数遷移表は『松元町閉町記念誌』5頁の記述に基づく。
凡例
|  | 生徒数（人） |

| 1960年 | 641 |  |
| 1965年 | 705 |  |
| 1970年 | 580 |  |
| 1975年 | 415 |  |
| 1980年 | 454 |  |
| 1985年 | 462 |  |
| 1989年 | 554 |  |
| 1994年 | 553 |  |
| 1999年 | 559 |  |
| 2004年 | 504 |  |

## 主な施設

### 校舎
- 中央校舎（理科室）
- 特別教室（技術室・視聴覚室・音楽室）
- 新校舎
- プレハブ

### 体育施設
- 体育館
- 武道館
- せせらぎプール（体育の授業の際に使用）
  - せせらぎ公園
- 弓道場

## 校歌
- 作詞 蓑手素秋
- 作曲 渉 秀豊

現在の校歌は上伊集院村が町制し松元町となった際に作成されたもので、作曲者は松元町内の小中学校の校歌を作曲している。
校訓である「向学」「進取」「希望」が1番、2番、3番の順で歌われている。 3番では桜島について歌われているが、中学校から桜島を見ることはできない。

## 制服

### 冬服
- 男子は学ラン
- 女子は赤の3本ラインのセーラー服（トンボ学生服）

### 中間服
- 男子は長袖シャツと黒ズボン
- 女子は冬服の黒いジャンパースカートとブラウス

### 夏服
- 男子は灰色のズボンに半袖シャツ
- 女子は白の３本線の青緑色のセーラー服（ハトサクラ製）

また、ネームは刺しゅうであったが令和6年度から廃止された。

## 生徒会活動
- 代議委員会（本部）
- 学習委員会
- 生活委員会
- 文化委員会
- 整美委員会
- 体育委員会
- 保健委員会
- 図書委員会

（ここでは生徒総会などの資料に基づき「委員会」と表記しているが、口頭では「部」で呼ぶことが多い）

## 主な学校行事
- 4月 入学式
- 5月 修学旅行
- 6月
- 7月 終業式
- 8月
- 9月 始業式、松友発表会
- 10月
- 11月
- 12月 終業式
- 1月 始業式
- 2月
- 3月 卒業式、修了式

## 部活動
15の部活動があり、体育系が12部活、文化系が3部活ある。

### 体育系
- 卓球部
- バスケット部（男・女）
- バレー部
- サッカー部
- 陸上部
- 野球部
- テニス部（男・女）
- 柔道部
- 剣道部
- 弓道部

### 文化系
- 吹奏楽部
- 美術部
- 情報部[5]

### 同好会
情報部の格上げ以降なし

## 通学区域
松元中学校の通学区域は以下の町丁の区域が指定されている。概ね旧松元町の区域で構成されているが、2004年の編入合併までは鹿児島市であった五ケ別府町の一部（饅頭石地域）は越境入学となっていた。
- 上谷口町の全域
- 松陽台町の全域
- 福山町の全域
- 直木町の全域
- 入佐町の全域
- 春山町の全域
- 四元町の全域
- 平田町の全域
- 石谷町の全域
- 五ケ別府町の一部（饅頭石）

その他に日置市の条例では定められていないが、鹿児島市・日置市境付近の日置市の以下の大字の区域の一部に居住する生徒は概ね松元中学校に越境入学しており、中学校の校区の一部として扱われている。
- 伊集院町下谷口の一部（池田）

## 関係者

### 著名な卒業生
- 肥後かおり - プロゴルファー
- 上柿元勝 - フレンチシェフ・ハウステンボスホテルズ名誉総料理長
- 稲森佑貴 - プロゴルファー

## 交通アクセス
- JR薩摩松元駅から徒歩10分
- 南国交通バス『内田三文字』バス停下車徒歩30秒

## 周辺施設
- 松元平野岡体育館
- 鹿児島市役所松元支所
- 薩摩松元駅
- 鹿児島市立松元小学校